# Sidi Ouriache
Sidi Ouriache (em árabe: سيدي وريلش) é uma comuna localizada na província de Aïn Témouchent, no noroeste da Argélia. Em 2010, sua população era de 6 082 habitantes.